# جون كاترون
جون كاترون (بالإنجليزية: John Catron) (و. 1786 – 1865 م)هو محامي، وقاضي من الولايات المتحدة الأمريكية . ولد في مقاطعة وايذ .
وهو عضو في الحزب الديمقراطي الأمريكي .
توفي في ناشفيل، تينيسي .